# Итальянская футбольная конфедерация
Итальянская футбольная конфедерация (итал. Confederazione Calcistica Italiana) — итальянская футбольная ассоциация. Создана в июле 1921 года, как альтернатива Итальянской федерации футбола.

## История
С распространением футбола в Италии, увеличивалось число команд-участниц первенства страны. Постоянное расширение футбольной лиги породило серьёзный кризис в итальянских футбольных кругах.
C целью решить создавшуюся проблему, 24 июля 1921 года, в Турине, на совещании итальянской федерации футбола, Поццо, Витторио были предложены меры по реформированию лиги. Однако руководством они не были приняты. В ответ на это, 24 лучшие команды вышли из состава федерации. Чуть позже, ими, в Милане, была основана альтернативная ассоциация — Итальянская Футбольная Конфедерация. Таким образом, в начале сезона 1921/22, в результате раскола в итальянском футболе, существовали Конфедерация Футбола Италии и Итальянская федерация футбола (ИФФ), которые образовали две отдельные друг от друга лиги. ИФК основала лигу «Первый дивизион», а ИФФ аналогичное первенство носящее название «Первая категория». Новосозданная ассоциация, в отличие от ИФФ, имела более высокий спортивный уровень и привлекала значительно большие экономические ресурсы. В результате к новому проекту, помимо 24 крупнейших команд, присоединилось и множество более мелких коллективов, которые были оформленны во «второй дивизион».
По окончании сезона, враждующие федерации, на основе «компромисса Коломбо», объявили об объединении чемпионата. Итальянская Футбольная Конфедерация прекратила своё существование.

## Регламент
Чемпионат состоял из двух дивизионов: высшего — «Первый дивизион», и низшего — «второй дивизион». Первый дивизион состоял из двух лиг: «Серверной» и «Южной», которые в свою очередь подразделялись на группы. Распределение команд по группам происходило по географическому и территориальному принципу.
«Северная лига» была разделена на две группы, победители которых, в играх между собой, определяли победителя лиги. Команды занявшие в группах последние места, за право остаться в высшем дивизионе, играли стыковые матчи с победителями «Второго дивизиона».
«Южная лига», представляла собой региональный чемпионат и делилась на 5 групп («Лацио», «Марке», «Кампания», «Сицилия» и «Апулия»). Победители групп, в играх между собой, выявляли победителя «Южной лиги».
Чемпион Италии определялся в матче между победителями «Серверной» и «Южной» лиг

## Примечание
1. ↑  Stefano Olivari. Le grandi se ne vogliono andare. blog.guerinsportivo.it (1 февраля 2011). Дата обращения: 17 декабря 2012. Архивировано 19 января 2013 года. копия (недоступная ссылка)
2. 1 2 3 4 5  Stefano Olivari. Lo stile di Rosetta. blog.guerinsportivo.it (15 февраля 2011). Дата обращения: 17 декабря 2012. Архивировано 19 января 2013 года. копия (недоступная ссылка)
3. ↑  Stefano Olivari. La lunga estate della scissione. blog.guerinsportivo.it (5 февраля 2011). Дата обращения: 17 декабря 2012. Архивировано 19 января 2013 года. копия (недоступная ссылка)
4. ↑  I 104 anni dell’Inter, uno per uno. giornalettismo.com (9 марта 2012). Дата обращения: 15 декабря 2012. Архивировано 16 декабря 2012 года. копия (недоступная ссылка)